# Darłowo

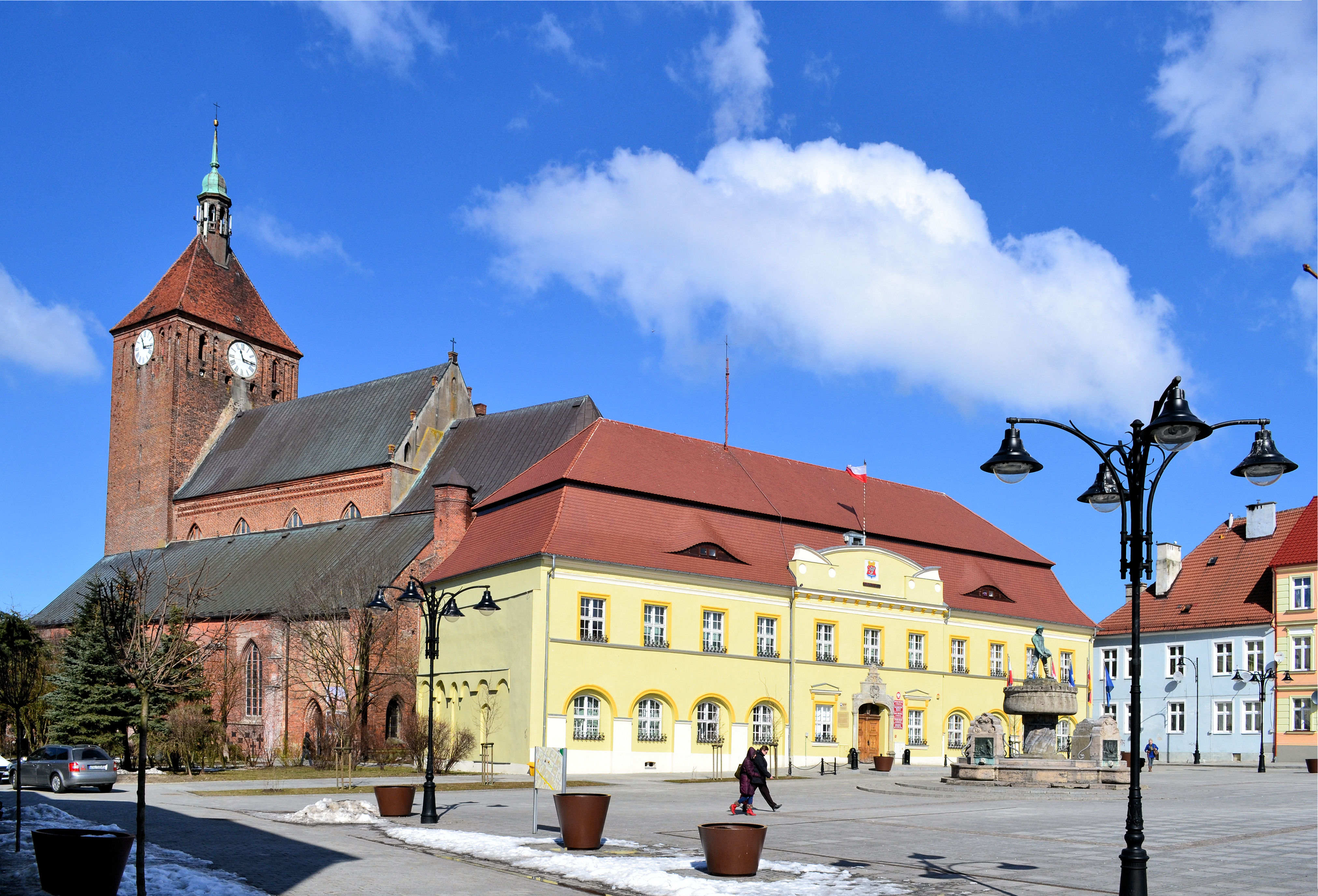
Rathaus und Marienkirche

Darłowo [darˈwɔvɔ] (deutsch: Rügenwalde) ist eine Stadt im Powiat Sławieński (Schlawe) der polnischen Woiwodschaft Westpommern und war vom 14. bis zum 17. Jahrhundert eine der Residenzen der pommerschen Herzöge mit Sitz im Schloss Rügenwalde.

## Geographische Lage
Die Hafenstadt liegt in Hinterpommern ca. 3,5 Kilometer südlich der Mündung der Wipper (poln. Wieprza) in die Ostsee, etwa 29 Kilometer nordöstlich von Köslin (Koszalin) und 19 Kilometer nordwestlich von Schlawe (Sławno).
|  |

Südwestlich des Ortes befindet sich ein Militärflugplatz der Polnischen Marine, einer von zwei Standorten der 44. Baza Lotnictwa Morskiego (44. BLM). Er dient als Stützpunkt von SAR-Hubschraubern.

## Geschichte

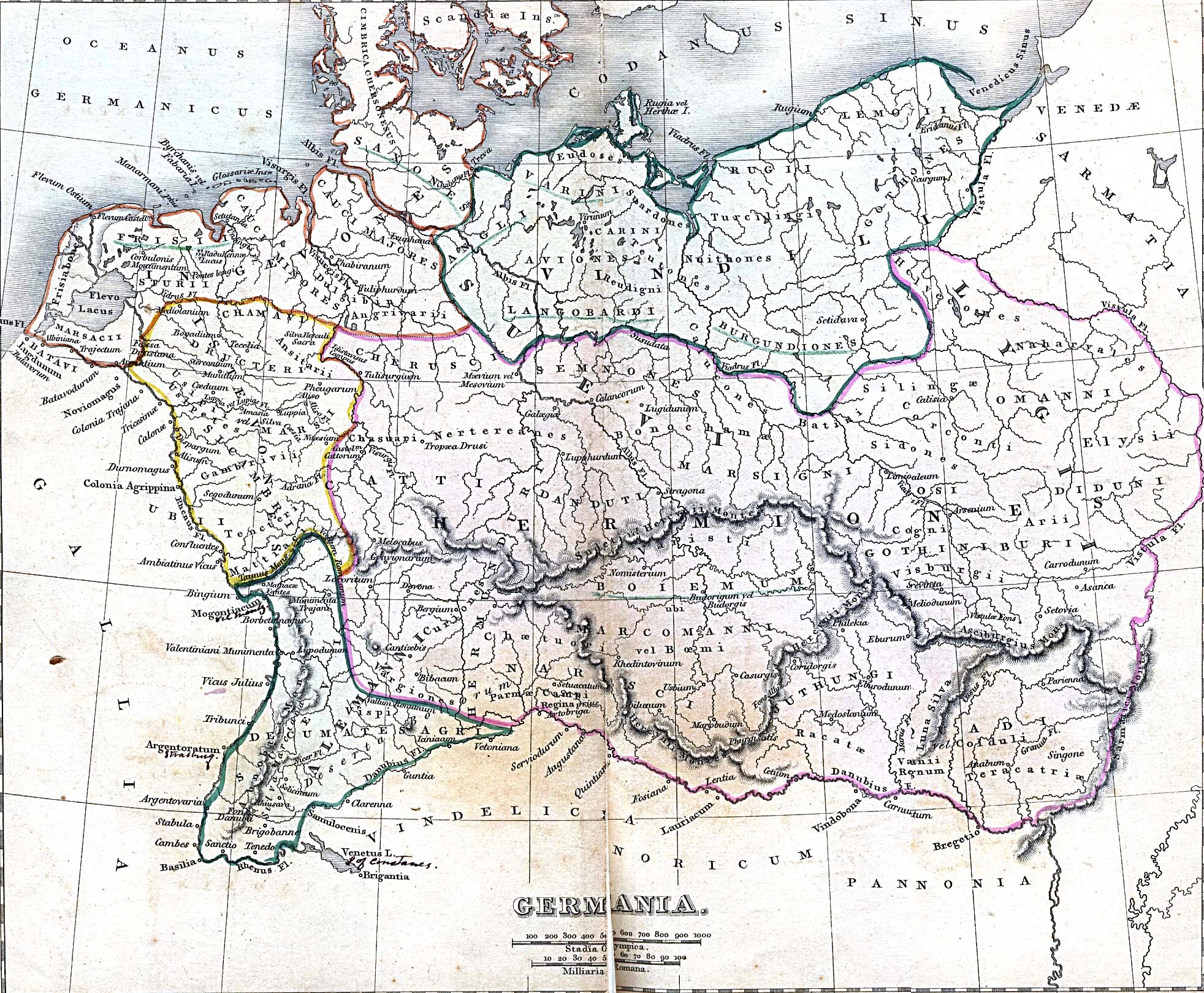
Ostsee-Küstenstadt Rugium (Rügenwalde) im Siedlungsgebiet „Magna Germania“ vom Rhein bis zur Weichsel um das Jahr 150 n. Chr., nach Angaben von Claudius Ptolemäus (rekonstruierte Karte in einem Atlas des 19. Jahrhunderts).

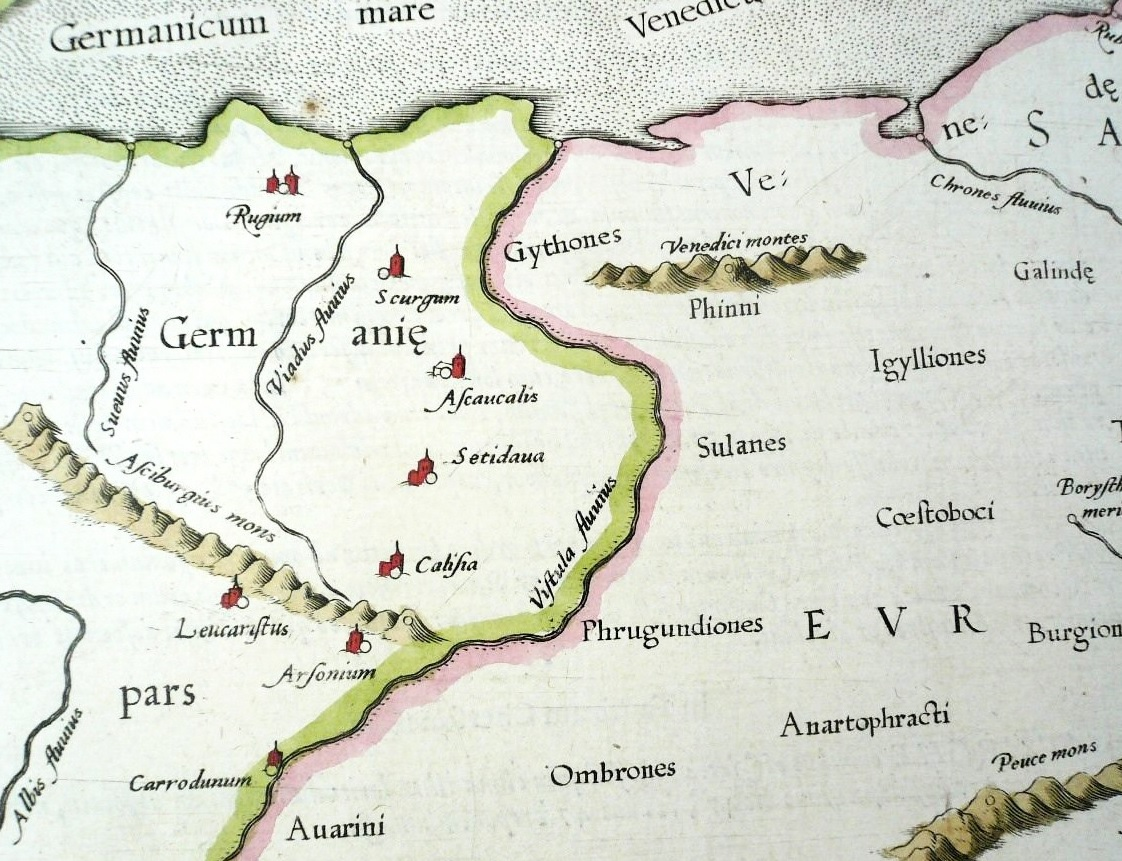
Rugium auf einer Mercator-Karte von 1584

Rügenwalde auf der Lubinschen Karte von 1618. Links die Marienkirche, in der Mitte das Wippertor, rechts davon im Hintergrund das Steintor und der Turm der Gertrudkirche, rechts Schloss und Schlossmühle, im Vordergrund links vor der Wipperbrücke die Georgskapelle.

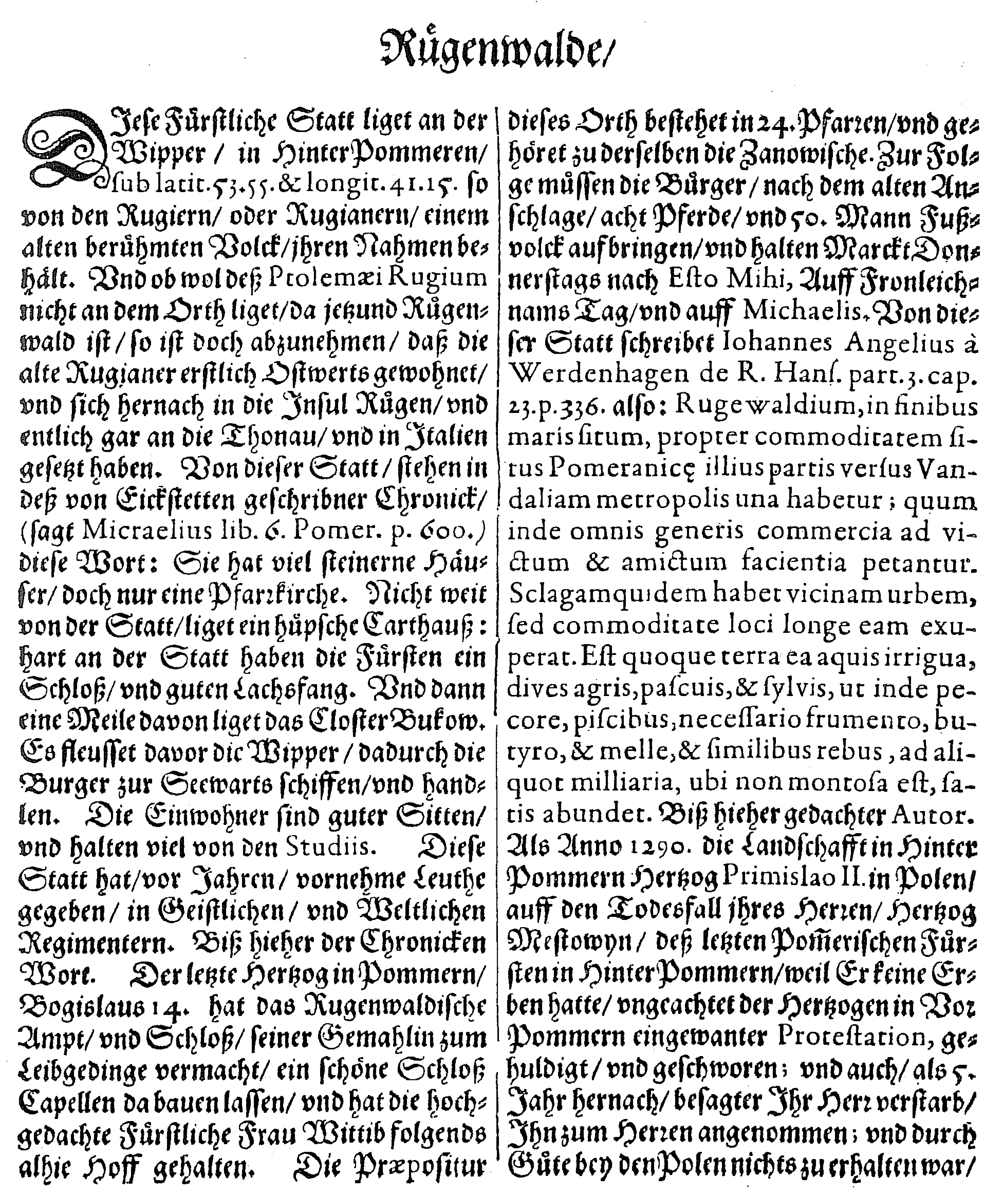
Stadtbeschreibung von M. Merian aus dem Jahr 1652.

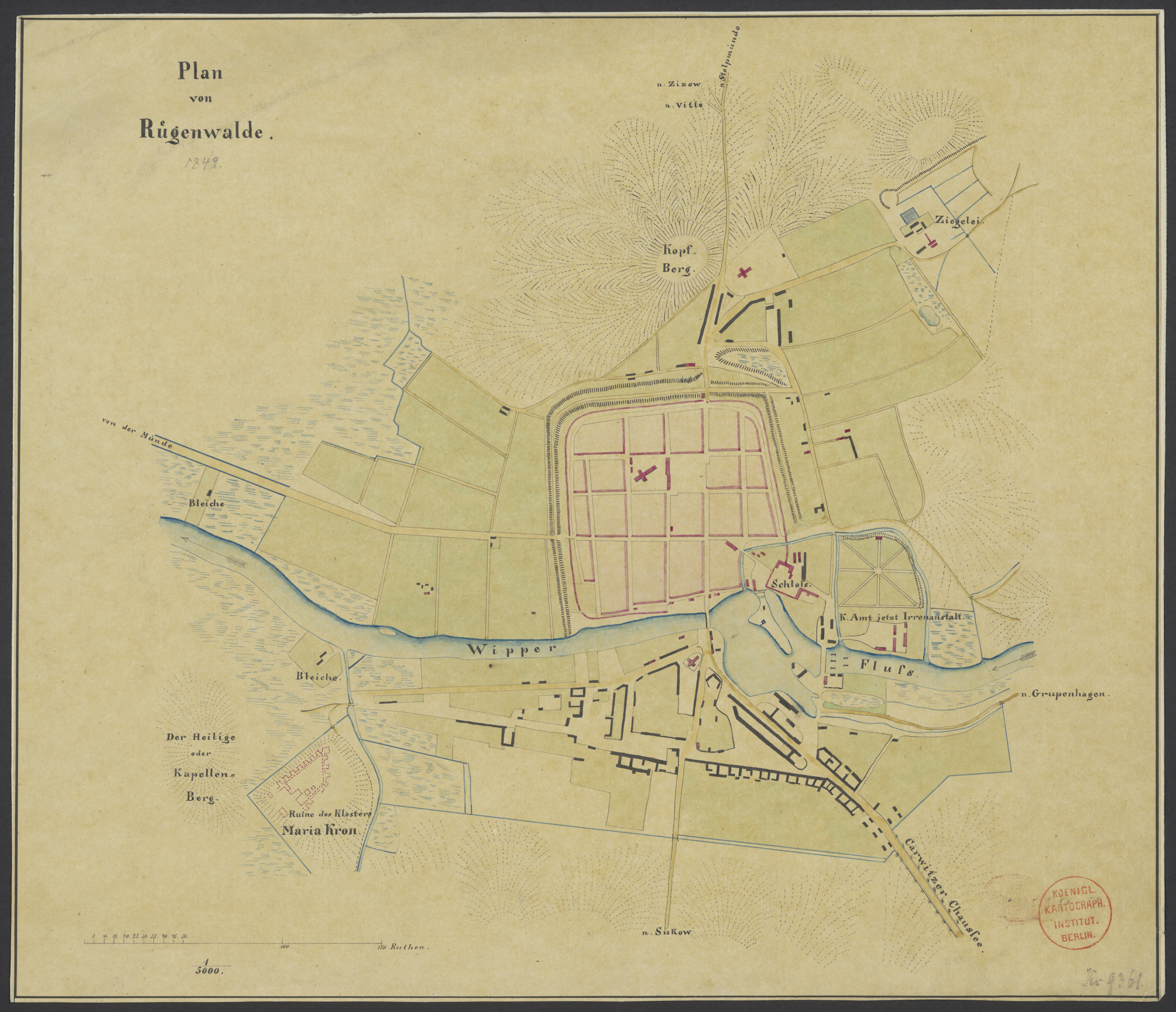
Plan von Rügenwalde, 1842

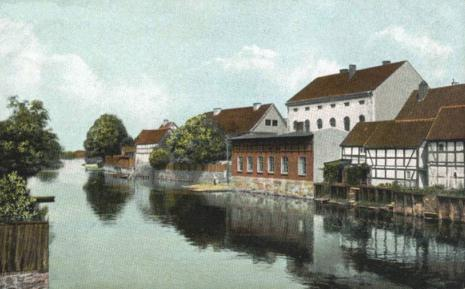
Ansicht um 1900

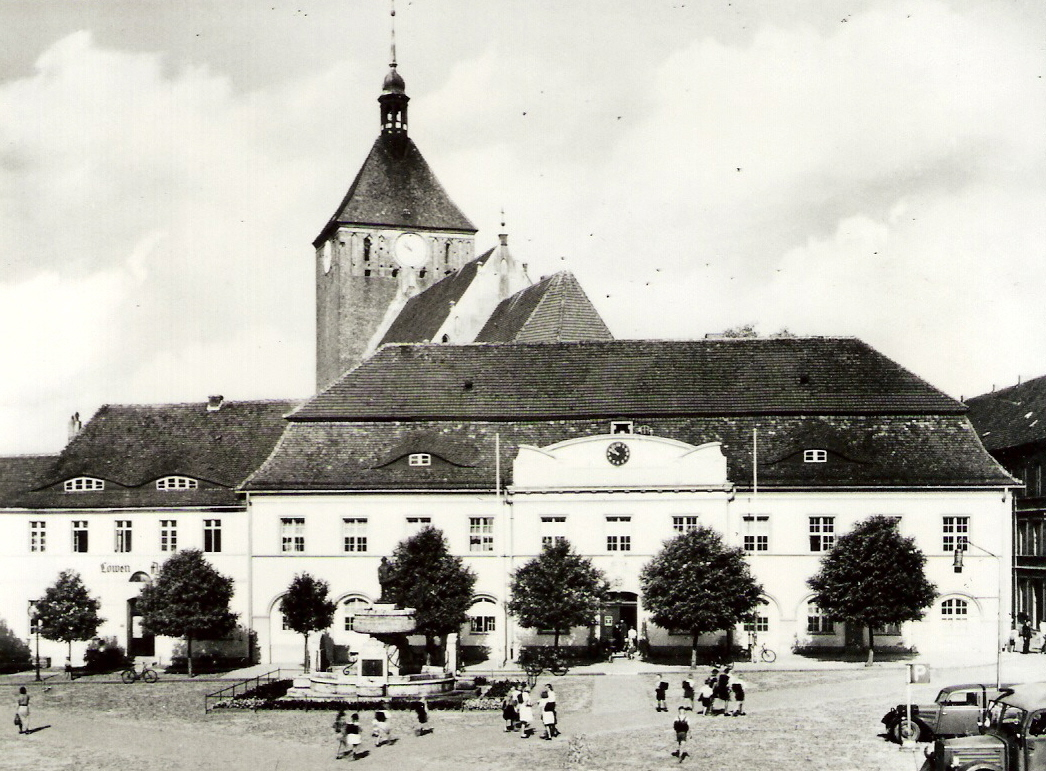
Rathausplatz vor dem Zweiten Weltkrieg, links neben dem Rathaus die Löwen-Apotheke

Rügenwalde wurde in einer Region des Schlawer Landes gegründet, in der zahlreiche archäologische Funde wie Steinwerkzeuge, Urnen, Fibeln, Schnallen, Ringe auf frühzeitliche Siedlungsansätze hinweisen. Die Stadt befindet sich jedoch nicht an der Stelle, an der in der Karte Germania magna des Ptolemäus ein Ort der Rugier namens „Rugium“ verzeichnet ist. Dieser Karte zufolge lag Rugium am linken Ufer des Flusses Grabow; der Ortskern Rügenwaldes dagegen liegt am rechten Ufer der Wipper, in einigen Kilometern Entfernung. Jedoch verdankt die Stadt den Rugiern ihren Namen.

### Mittelalter
Lange vor der Gründung der Stadt existierte in der Gegend die Burg Thirlow oder Dirlow mit der gleichnamigen Kastellanei, einem Burgbezirk, der in lateinischen Urkunden als terra Dirlova bezeichnet wird. Die Burg lag jedoch in der Nähe der Wippermündung, einige Kilometer entfernt von dem Ort, an dem später die Stadt Rügenwalde entstand. Von dieser Burg rührt der heutige polonisierte Name der Stadt. Die erste urkundliche Erwähnung als Stadt erfolgte am 5. Februar 1271 in einer auf der Burg Schlawe ausgestellten Urkunde, mit der Herzog Wizlaw II. von Rügen dem Kloster Buckow zwei Hausstellen und zwei Hufen Land „in civitate nostra Ruyenwolde“ (lat. „in unserer Stadt Rügenwalde“) übereignet. Es wird angenommen, dass Wizlaw II. die slawische Siedlung im Jahre 1270 nach Lübischem Recht relokalisiert hatte.
Das Gebiet gehörte ursprünglich zur pommerschen Teilherrschaft Schlawe-Stolp. Nach dem Aussterben der hinterpommerschen Seitenlinie des Greifenhauses gelangte die Herrschaft Schlawe-Stolp sowie das Gebiet der späteren Stadt Rügenwalde nach 1227 in den Besitz des pommerellischen Herzogs Swantopolk II. Nach Swantopolks II. Tod, 1266, rückte um 1269 Herzog Barnim I. von Pommern in das Gebiet um Schlawe und Rügenwalde ein und überreichte dieses 1270 an Herzog Wizlaw II. von Rügen zu Pfand. Dieser verlor das Gebiet um 1275 an Herzog Mestwin II. von Pommerellen. Der letzte souveräne Herrscher von Pommerellen aus der Linie der Samboriden, Mestwin II., hatte 1273 im Vertrag an der Dragebrücke sein Herzogtum von den Markgrafen von Brandenburg zu Lehen genommen. Da er ohne männliche Nachkommen war, hatte er dabei den brandenburgischen Markgrafen Anwartschaftsrechte über die Lande Schlawe, Rügenwalde und Stolp zuerkannt, unter Verzicht auf Danzig aus dem Vertrag von Arnswalde. Doch spätestens ab 1278 überwarf er sich mit den Brandenburgern und ging eine Allianz mit dem Herzogtum Großpolen ein, das ebenso mit der Mark Brandenburg im Streit lag. Als Mestwin II. im Dezember 1294 verstarb, erbte Przemysław, Herzog von Großpolen, das Herzogtum Pommerellen, darunter die Stadt und Land Rügenwalde. Es kam zum Erbfolgestreit, in dessen Verlauf Rügenwalde 1297 von dem pommerschen Herzog Bogislaw IV. zerstört wurde.
Von 1308 bis 1317 hielten die Markgrafen von Brandenburg die Länder Schlawe und Stolp besetzt, beließen aber den Swenzonen dort ihre Ämter. Am 31. Mai 1312 stellten drei gemeinsam regierende Brüder aus diesem Hause eine Urkunde aus, in der bestimmt wurde, dass für die Stadt Lübisches Stadtrecht gelten solle. Das Datum gilt bis heute als Tag der Neugründung Rügenwaldes. Die Swenzonen beauftragten mit der praktischen Durchführung fünf Bevollmächtigte. Mit dem Stadtrecht zusammen kamen weitere von Privilegien, darunter auch das Recht auf Heringsfang. Für letzteren Zweck wurden sechs neue Boote angeschafft, sogenannte ‚Bordinge‘ (eine Art Leichterschiffe, die für das Befahren flacher Küstengewässer geeignet sind), von denen drei Eigentum der Stadt blieben. 1317 gingen die Stadt und ihr Umland infolge des Friedens von Templin von der Mark Brandenburg an das Herzogtum Pommern-Wolgast über.
Es wird vermutet, dass bereits während dieser Zeit mit dem Bau der Rügenwalder Marienkirche begonnen wurde. 1327 erwarb die Stadt für 213 Mark die wendische Burg Dirlow bei dem Dorf Münde, der späteren Ortschaft Rügenwaldermünde (heute Stadtteil Darłówko).
Mitte des 14. Jahrhunderts errichtete die Stadt zu ihrem Schutz eine größere Stadtmauer, in die drei Stadttore eingelassen wurden. Im Jahre 1350 trat Rügenwalde der Hanse bei, wurde jedoch 1356 für 14 Jahre suspendiert, weil sich die Stadt im Krieg gegen Dänemark nicht an der Handelssperre beteiligt hatte. 1352 kaufte Herzog Bogislaw V. für 1.500 Mark die spätere Schlossinsel und begann mit dem Bau des Rügenwalder Herzogsschlosses.
1407 wurde ein Kartäuserkloster Marienkron in die Nähe von Rügenwalde verlegt. Das Kloster war 1406 zunächst von dem Dorf Körlin bei Lanzig nach Schlawe verlegt worden.
Unter den Herzögen Bogislaw VIII. und Erich I., der auch für 42 Jahre König der skandinavischen Länder war, war Rügenwalde von 1402 bis zum Tode Erichs I. 1459 pommersches Herzogtum. Erich I. pflegte guten Kontakt zu dem Kartäuserkloster.
Am 17. September 1497 wurde die Stadt von einer der größten Sturmfluten an der pommerschen Küste heimgesucht. Am 8. Februar 1558 erreichte ein weiteres Hochwasser die Stadt.
In Rügenwalde gab es bereits lange vor der Reformation eine von Geistlichen geleitete Lateinschule. Im Jahr 1333 wurde sie von Rektor Stephanus geleitet. Dem Spendenbuch (liber beneficiorum) des Kartäuserklosters zufolge waren die Schulleiter 1431 Arnoldus, 1434 Ryke und 1502 Hinrich Hildebrant. Absolventen pommerscher Lateinschulen besuchten bevorzugt die Universitäten Greifswald (gegründet 1456), Rostock (gegründet 1419), Frankfurt an der Oder (gegründet 1506) und Wittenberg (gegründet 1502). Die Anzahl Rügenwalder Studenten betrug in Rostock im Zeitraum 1456 bis 1490 insgesamt 14, im Zeitraum 1491 bis 1524 insgesamt 20; in Greifswald betrug sie in denselben beiden Zeiträumen 14 bzw. 8.

### Nach der Reformation
Als Johannes Bugenhagen in den Jahren 1534 und 1535 für die Einführung der Reformation in Pommern warb, wählte er das Rügenwalder Schloss als einen seiner Stützpunkte aus. 1534 wurde das Karthäuserkloster Marienkron aufgelöst.
Am 4. Juli 1589 wurde Rügenwalde durch einen verheerenden Brand schwer beschädigt. Auch die Marienkirche brannte zu großen Teilen nieder. Von 1622 bis 1637 machte der letzte Pommernherzog Bogislaw XIV. Schloss Rügenwalde zu seiner Residenz. Bereits 1618 hatte er im Schloss eine Münzprägeanstalt in Betrieb genommen. Am 11. November 1624 wurde die Stadt zum zweiten Mal Opfer eines Großbrandes, bei dem die Marienkirche völlig zerstört wurde. Erst 1639 konnte sie wieder aufgebaut werden. Während des Dreißigjährigen Kriegs rückten im Jahr 1630 für den Schwedenkönig Gustav Adolf kämpfende, von dem schottischen Offizier Robert Monroe angeführte schottische Truppen in Rügenwalde ein und vertrieben die Kaiserlichen. Anschließend wurden schwedische Truppen einquartiert. Am 10. August 1648 wurde Rügenwalde erneut durch einen Brand zerstört.
Vor dem Hafen Rügenwaldermünde, der bereits während des Dreißigjährigen Kriegs (1618–1648) von den Kaiserlichen zerstört worden war, ankerte während des Siebenjährigen Kriegs am 30. Juli 1761 ein Verband russischer Kriegsschiffe, und während der darauffolgenden Tage erhielt Rügenwalde eine einige tausend Mann starke russische Besatzung. Die Hafenanlagen wurden erst 1772 wieder aufgebaut, und zwar auf Veranlassung Friedrichs des Großen, des Königs von Preußen. Der Hafen wurde zu einem wichtigen Wirtschaftsfaktor Rügenwaldes. Als Vorbote der sich anbahnenden Industrialisierung wurden 1778 eine Segeltuchfabrik und eine Leinwandmanufaktur gegründet. Die Stadt galt bald danach als bedeutendes Ausbildungszentrum für Seiler und Segelmacher. Es bestand auch bereits eine Werft, auf der größere Schiffe gebaut wurden. Rügenwalde verfügte über eine eigene Kalkbrennerei.

### Im 19. Jahrhundert
Im Koalitionskrieg gegen Napoleon war Rügenwalde von 1806 bis 1808 von französischen Truppen besetzt, das herzogliche Schloss wurde französisches Lazarett.
Nach Ende der französischen Besatzung wurden in Preußen Verwaltungsreformen durchgeführt. Die Stadt Rügenwalde wurde zum Zwecke der regionalen Verwaltung der preußischen Provinz Pommern 1816 dem neugeschaffenen Kreis Schlawe im Regierungsbezirk Köslin zugeordnet, dem sie bis 1945 angehörte.
Der Arzt Georg Büttner baute von 1814 an den Vorort Rügenwaldermünde zum ersten preußischen Seebad aus. In den Jahren 1831 bis 1853 litt das damals 3.400 Einwohner zählende Rügenwalde unter Cholera und anderen Epidemien. Von 1836 an, als mit dem Neubau einer Chaussee der Anschluss an das pommersche Fernstraßennetz hergestellt wurde, begann sich die Infrastruktur in und um die Stadt zu verbessern. 1848 verfügten die Reeder von Rügenwalde über 17 Handelsschiffe. Der Hafen wurde vom preußischen Staat übernommen und weiter ausgebaut, sodass 1856 mit 50 vor Anker liegenden Schiffen ein neuer Rekord aufgestellt werden konnte. 1863 wurde Rügenwalde an das Telegrafennetz und 1878 durch den Bau der Strecke Rügenwalde–Schlawe (19 km) an den Eisenbahnverkehr angeschlossen. Rügenwaldes industrieller Aufschwung wurde auch durch die Tatsache belegt, dass Ende des 19. Jahrhunderts die größte Reederei Pommerns mit über 40 Schiffen dort beheimatet war.
1866 veröffentlichte der Dichter Paul Heyse das in Rügenwalde handelnde Schauspiel in fünf Akten „Hans Lange“, das eine sich um die Kindheit des Pommernherzogs Bogislaw X. rankende Legende zum Thema hat. Das Thema war zuvor bereits von dem pommerschen Dichter Wilhelm Meinhold (1797–1851) aufgegriffen worden.
Am Ende des 19. Jahrhunderts gab es in Rügenwalde zwei evangelische Kirchen, eine Synagoge (Müllerstraße), ein Amtsgericht, ein Hauptzollamt, zwei Hospitäler, ein Seemannsamt, eine Reichsbank-Nebenstelle, eine Wurstfabrik sowie Schifffahrt und Handel. Gehandelt wurde hauptsächlich mit Fleischwaren (geräuchertem Fisch und Gänsebrüsten sowie Dauerwürsten) und mit Getreide und Holz. In ganz Deutschland bekannt wurde Rügenwalde seit Mitte des 19. Jahrhunderts durch den Vertrieb der „Rügenwalder Teewurst“. Aus den Herstellungsbetrieben der „Rügenwalder Teewurst“ sind nach Flucht und Vertreibung unter anderem das heute in Niedersachsen ansässige Unternehmen Rügenwalder Mühle und das in Hessen ansässige Unternehmen Rügenwalder Spezialitäten Plüntsch hervorgegangen.

### Im 20. Jahrhundert
Durch den Ersten Weltkrieg wurde die Stadt nicht unmittelbar beeinträchtigt. Rügenwalde gab in der Nachkriegszeit ein eigenes Notgeld heraus (siehe auch Deutsche Inflation 1914 bis 1923). In den 1920er Jahren wurde die Stadt durch die Errichtung der Kopfberg-Siedlung erweitert. 1929 übernahm der Landkreis das herzogliche Schloss, das in den Jahrzehnten zuvor teilweise abgerissen worden war und als Gerichtsgebäude, Gefängnis und Getreidelager gedient hatte, um dort das Heimatmuseum des Kreises einzurichten.
Anfang der 1930er Jahre hatte die Stadt Rügenwalde eine Flächengröße von 30,4 km². Innerhalb der Gemarkungsgrenzen der Stadt standen insgesamt 783 bewohnte Wohnhäuser an sechs verschiedenen Wohnstätten:
1. Friedrichshof
2. Gittelsmühle
3. Rügenwalde
4. Stadtforsthaus
5. Tunnelberg
6. Villenkolonie

Um 1935 hatte Rügenwalde unter anderem zwei Hotels, einen Gasthof, fünf Restaurants, ein Café, zwei Bankgeschäfte, eine Apotheke, fünfzehn Bäckereien, zwei Konditoreien, elf Metzgereien, vier Feinkosthandlungen, zwei Fischhandlungen, fünf Fischräuchereien, eine Molkerei, elf Kolonialwarenhandlungen, eine Gemischtwarenhandlung, eine Brauerei, fünf Destillationen und Likörfabriken, eine Kaffeegroßrösterei, zehn Wurstfabriken, drei Mühlen,  eine Bootsbauerei, eine Maschinenfabrik, drei Landmaschinenfabriken, eine Pumpenfabrik, eine Stahlkachelofenfabrik, ein Holzsägewerk, eine Zementwarenfabrik, zwei Ziegeleien, zwei Schlossereien, fünf Schmieden, zwei Stellmacher, acht Tischler, drei Buchdruckereien, zwei Verleger, sieben Getreidehandlungen, sechs Viehhandlungen und eine Reihe weiterer Gewerbetreibender, Einzelhändler und Dienstleister.
Am Rathausplatz befand sich unmittelbar neben dem Rathaus die Löwen-Apotheke, deren Betreiber auf eine 300-jährige Geschichte zurückblicken konnten. Die Löwen-Apotheke wurde bis über das Ende des Zweiten Weltkriegs hinaus geführt, bis der deutsche Apotheker vertrieben wurde. Das Apotheken-Gebäude wurde nach dem Krieg abgerissen.
Nach Beginn des Zweiten Weltkriegs kam es in Rügenwalde für kurze Zeit noch einmal zu einer wirtschaftlichen Expansion. 1935 wurde bei Rügenwaldermünde der Schießplatz Rügenwalde-Bad gebaut. 1939 begann man mit dem Bau zweier Großsilos im Hafen. 1942 lief in der Rügenwalder Werft unter großer Geheimhaltung die Ulrich Finsterwalder vom Stapel, ein Betontanker, der in Serie gebaut werden konnte. Im März 1943 testete man auf dem Schießplatz die 80-cm-Kanone (E), ein Eisenbahngeschütz und das damals größte Geschütz der Welt.
Das Ende des Aufschwungs deutete sich ab 1943 an, als das Herzogsschloss in ein Mehl-Pflichtlager umfunktioniert und kurz darauf in der Hanseschule ein Lazarett eingerichtet wurde. Am 2. August 1944 wurden alle arbeitsfähigen Bürger Rügenwaldes zum Bau des so genannten Pommernwalles zwangsverpflichtet. Im Dezember 1944 trafen die ersten Flüchtlinge aus Ostpreußen und Westpreußen in der Stadt ein. Nach Rügenwalde waren außerdem Familien aus Hagen und Bochum evakuiert worden. Ab Januar 1945 lief eine groß angelegte Evakuierungsaktion der Kriegsmarine an, mit der 5600 Personen die Stadt verließen. Rund 3500 Einwohner waren in der Stadt geblieben. Hinzu kam eine große Anzahl neu aus Ost- und Westpreußen angekommener Flüchtlinge.
Gegen Ende des Zweiten Weltkriegs wurde Rügenwalde am 7. März 1945 von der Roten Armee besetzt. Kurz darauf wurde Rügenwalde zusammen mit Hinterpommern von der Sowjetunion der Volksrepublik Polen zur Verwaltung überlassen. Anschließend setzte in Rügenwalde die Zuwanderung von Polen aus Zentralpolen sowie Polen und Ukrainern aus den sowjetisch besetzten Gebieten östlich der Curzon-Linie ein. Rügenwalde wurde in Darłowo umbenannt.
Bis auf Personen, die für die Aufrechterhaltung der Infrastruktur der Stadt unentbehrlich oder die in Arbeitslager verschleppt worden waren, wurde die gesamte eingesessene Stadtbevölkerung von Rügenwalde in der darauf folgenden Zeit von der polnischen Administration vertrieben. Die ersten Vertreibungen erfolgten am 17. Oktober 1945. Zum Abtransport wurden Güterwaggons eingesetzt. Ab 17. August 1946 wurden regelmäßig weitere Transporte organisiert, bis im Oktober 1948 nur noch etwa 200 Deutsche in der Stadt wohnten, 1949 nur noch rund 70 (siehe auch Deutsche Minderheit in Polen).

### Demographie
| Jahr | Einwohner  | Anmerkungen                                                                                        |
| ---- | ---------- | -------------------------------------------------------------------------------------------------- |
| 1736 | 2257       | [ 33 ]                                                                                             |
| 1740 | 1983       | nach anderen Angaben 1973 Einwohner                                                                |
| 1782 | 2255       | darunter 22 Juden; nach anderen Angaben 21 Juden und unter Ausschluss 21 wüster Stellen 391 Häuser |
| 1784 | 2290       | [ 36 ]                                                                                             |
| 1791 | 2331       | größtenteils Protestanten, 29 Juden; in 473 Häusern                                                |
| 1794 | 2347       | darunter 29 Juden                                                                                  |
| 1812 | 3163       | davon 47 Katholiken und 33 Juden                                                                   |
| 1816 | 3257       | davon 40 Katholiken und 48 Juden                                                                   |
| 1818 | 2982       | [ 38 ]                                                                                             |
| 1831 | 3393       | davon acht Katholiken und 43 Juden                                                                 |
| 1843 | 4534       | davon 18 Katholiken und 67 Juden                                                                   |
| 1852 | 5060       | davon 16 Katholiken und 84 Juden                                                                   |
| 1861 | 5406       | davon fünf Katholiken und 117 Juden                                                                |
| 1875 | 5174       | [ 39 ]                                                                                             |
| 1890 | 5296       | 27 Katholiken, 102 Juden                                                                           |
| 1905 | 5968       | davon 27 Katholiken und 74 Juden                                                                   |
| 1910 | 5978       | am 1. Dezember                                                                                     |
| 1925 | 6037       | 46 Katholiken, 42 Juden                                                                            |
| 1933 | 7240       | [ 39 ]                                                                                             |
| 1939 | 8392       | [ 39 ]                                                                                             |
| 1944 | ca. 11.000 | |

| Jahr             | 2008   | 2019   | 2021   |
| ---------------- | ------ | ------ | ------ |
| Anzahl Einwohner | 14.140 | 13.710 | 13.324 |

## Religionen

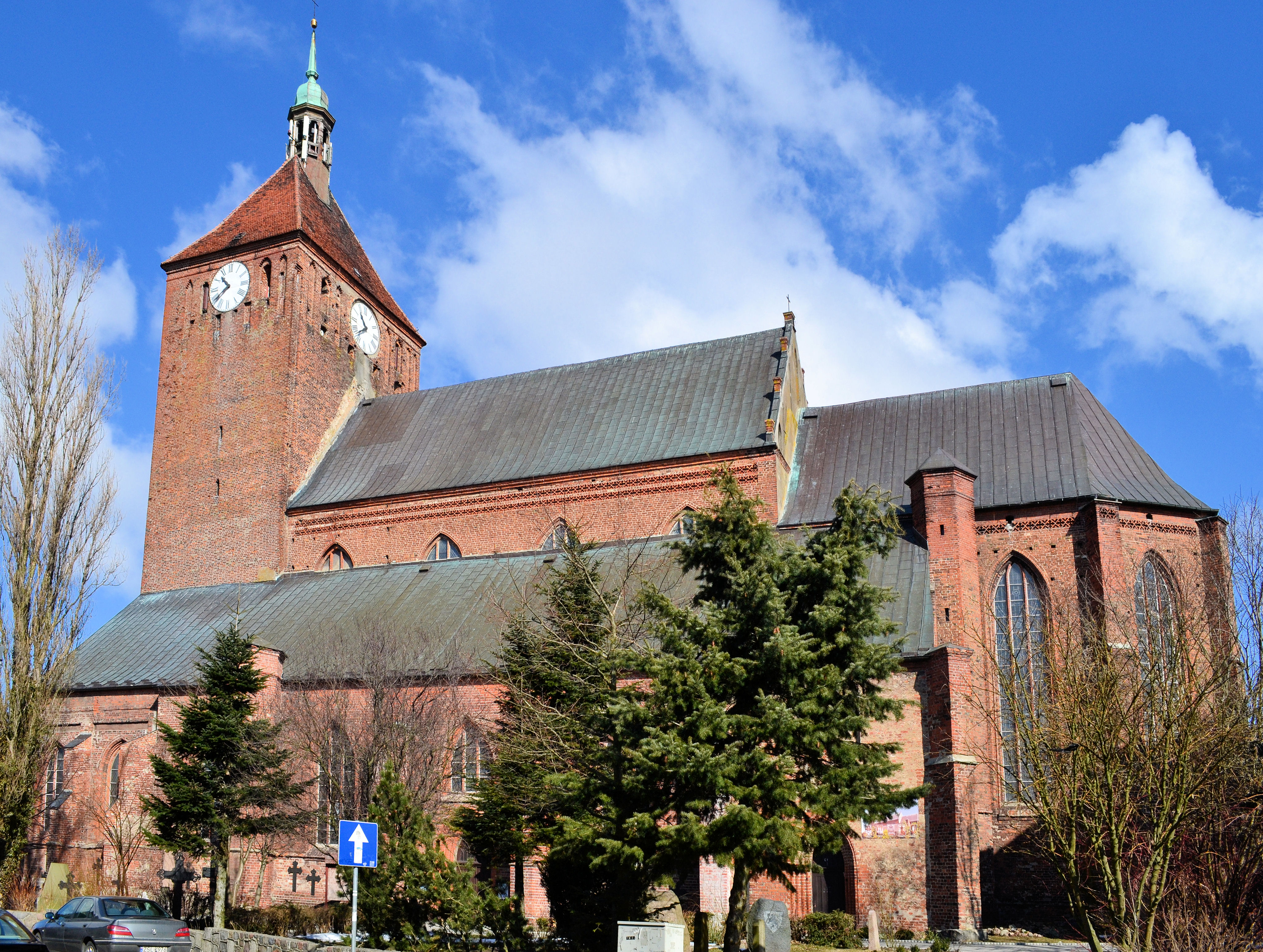
Marienkirche aus dem !4. Jahrhundert

### Kirchspiel bis 1945
Die Stadtbevölkerung gehörte nach der Reformation mit überwiegender Mehrheit der evangelischen Konfession an. Die Stadt war Sitz der Synode Rügenwalde, der um das Jahr 1780 insgesamt 22 Kirchspiele angehörten. Der Bestand an Kirchenbüchern reichte bis 1650 zurück.
Das katholische Kirchspiel war in Stolp. 
Bei der Volkszählung von 1925 wurden 46 Katholiken und 42 Juden gezählt.
Nach 1945 wurden die Rügenwalder evangelischen Kirchengebäude zugunsten der Römisch-katholischen Kirche in Polen zwangsenteignet.

### Kirchspiel seit 1946
Die seit 1945 und Vertreibung der Einheimischen hier lebenden Polen sind größtenteils römisch-katholisch.
Die wenigen heute hier lebenden evangelischen Kirchenglieder gehören zum Kirchspiel der Kreuzkirche in Słupsk (Stolp) in der Diözese Pommern-Großpolen der Evangelisch-Augsburgischen Kirche in Polen.

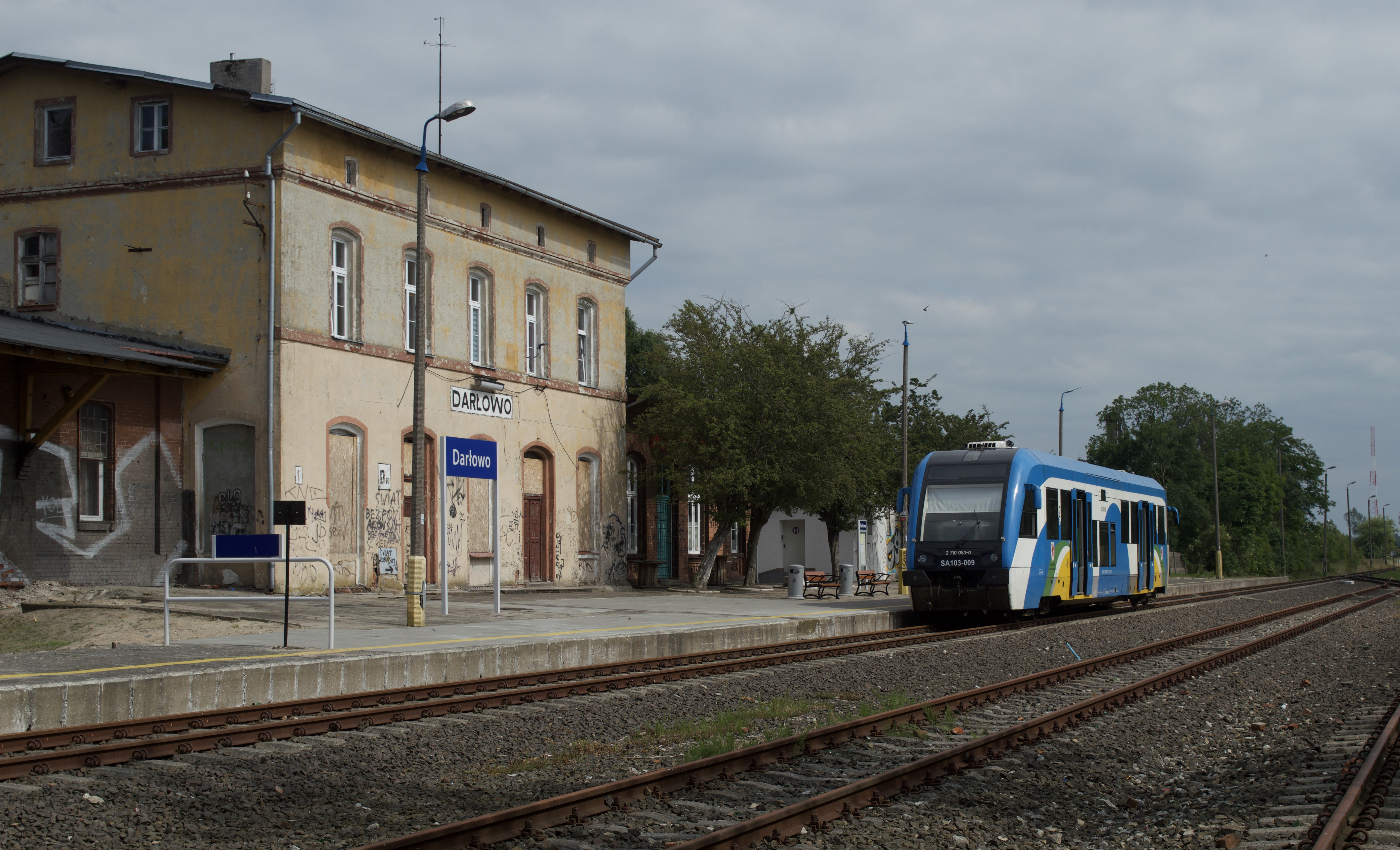
Bahnhof

## Verkehr
Die Stadt ist über die Landesstraße 37 von der Landesstraße 6 (einstige deutsche Reichsstraße 2, heute auch Europastraße 28) aus zu erreichen – oder über die Woiwodschaftsstraßen 203 aus Richtung Ustka (Stolpmünde) bzw. 205 aus Richtung Koszalin (Köslin).
Darłowo ist Endstation der Bahnstrecke Sławno–Darłowo (Schlawe – Rügenwalde).

Altes Stadtwappen

## Politik

### Wappen
Blasonierung: „In Rot über silbernem Schildfuß, darin zwei, ein rechter und linker, unten in stumpfem Winkel verschmelzende blaue Wellenbalken, ein goldgezungter und goldbewehrter silberner Fischgreif, auf dem oberen Schildrand eine schwarzgefugte goldene gezinnte Stadtmauer mit zwei Zinnentürmen, zwischen beiden mit einem goldenen achtspeichigen Steuerrad belegt (Stadtwappen).“
Der Greif im Stadtwappen von Darłowo, dessen untere Körperhälfte in einen Störschwanz ausläuft, ist ein sogenannter Fischgreif gemäß dem Wappen der Swenzonen, die an der zweiten Stadtgründung von Rügenwalde 1312 wesentlichen Anteil hatten. Im 14. bis 15. Jahrhundert wurde der Fischgreif im Wappen Rügenwaldes zwischen Eichenzweigen und über Wasserwellen geführt. Seit dem 17. Jahrhundert erscheint der Fischgreif über zwei stumpfwinklig zusammenströmenden Wasserläufen, womit die Vereinigung von Wipper und Grabow vor der Einmündung in die Ostsee angedeutet werden soll.

## Kultur und Sehenswürdigkeiten

### Bauwerke
- Marienkirche, spätgotische Ziegelbasilika aus dem 14. Jahrhundert mit Fürstengruft, die Sarkophage des Königs Erich I. (1382–1459), der Fürstin Hedwig (um 1595–1650) und der letzten pommerschen Herzogin Elisabeth (1580–1653) enthält. Von der Reformation bis 1945 evangelisch wird sie seitdem von der katholischen Kirche genutzt.
- Kirche St. Gertrud, spätgotischer Zentralbau (15. Jahrhundert) mit Zeltdach und einer prächtig geschnitzten Barockkanzel aus der ehemaligen herzoglichen Schlosskirche, die Bogislaw XIV. hatte erbauen lassen und die 1805 stillgelegt wurde.
- Steintor, ein ehemals mit stattlichen Giebelaufbauten versehenes Stadttor im Stil der Backsteingotik, das 1732 erneuert wurde.
- Schloss Rügenwalde, ein spätgotischer Ziegelbau in der Nähe des Stadtparks. Es beherbergte von 1929 bis 1945 das von dem Rügenwalder Lehrer Karl Rosenow 1917 gegründete Kreisheimatmuseum (bis 1945 war Rosenow Leiter des Museums). Das Museum besteht heute (2008) als Regionalmuseum fort.
- Rathaus, Barockbau aus dem 18. Jahrhundert mit Renaissanceportal des Vorgängerbaus
- St. Georgskirche, in der Wipper-Vorstadt auf der anderen Seite des Flusses. Im Mittelalter hatte sie als Spital für Pest- und Cholerakranke gedient.
- Patrizierhaus aus der Renaissancezeit (1630)
- Hemptenmacherhaus (1793), Haus zur Kogge, ul. Powstancow Warzawskie 51.
- Hansabrunnen vor dem Rathaus, geschaffen von Wilhelm Groß, gestiftet von der Reederei Hemptenmacher. Der Brunnen gilt als Wahrzeichen der Stadt (heutiger Name: Pomnik Rybaka). Auf der erhöhten Wasserschale des Brunnens steht die Bronzefigur eines Seemanns mit Mütze, der ein Schiffsmodell in den Händen trägt. Am Unterbau des Brunnens sind in Sitzhöhe vier Bronzereliefs mit Motiven aus der Geschichte und den Gewerbezweigen der Stadt angebracht.[47]

Schloss der pommerschen Herzöge (seit 1929 Museum)
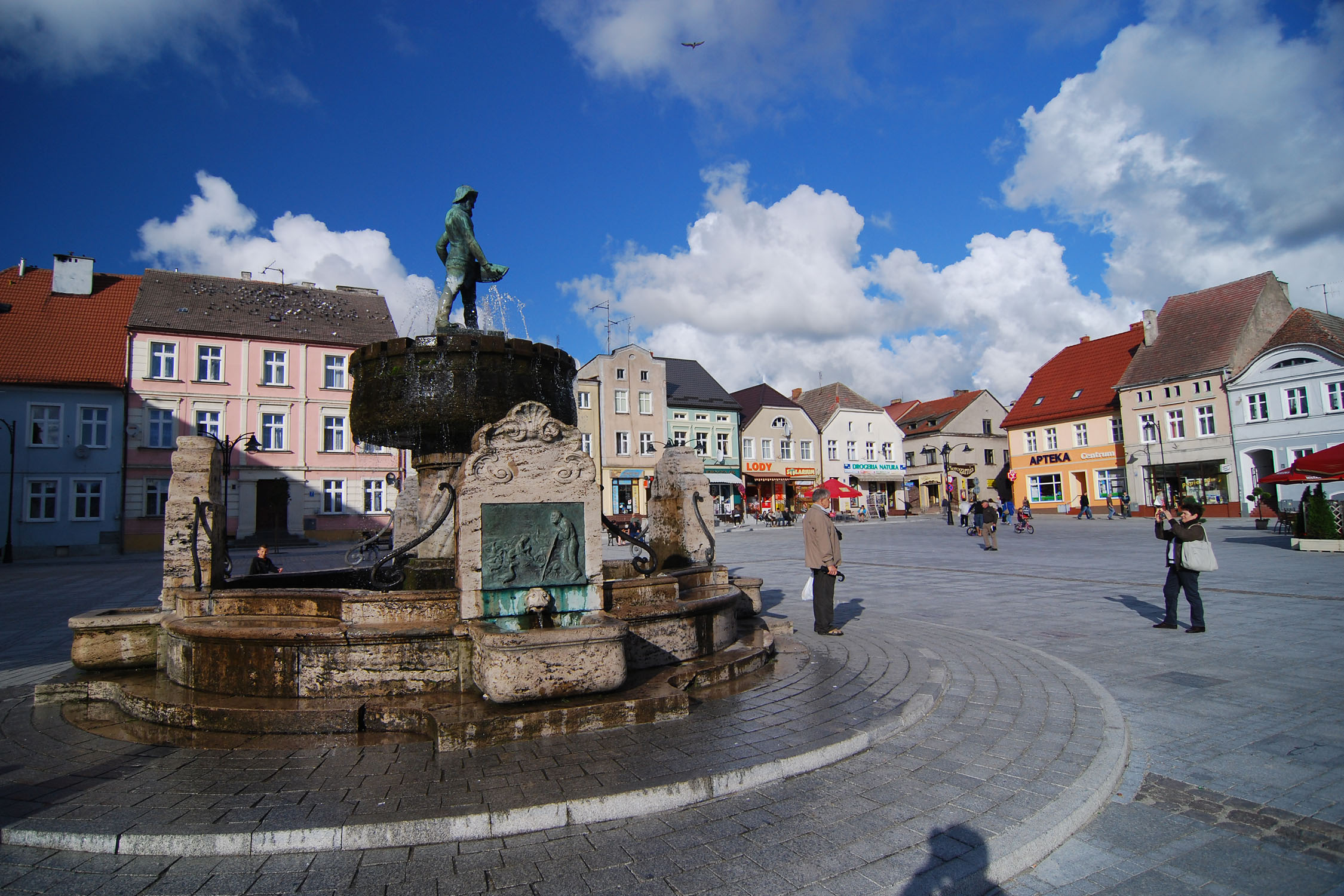
Marktplatz mit Hansabrunnen
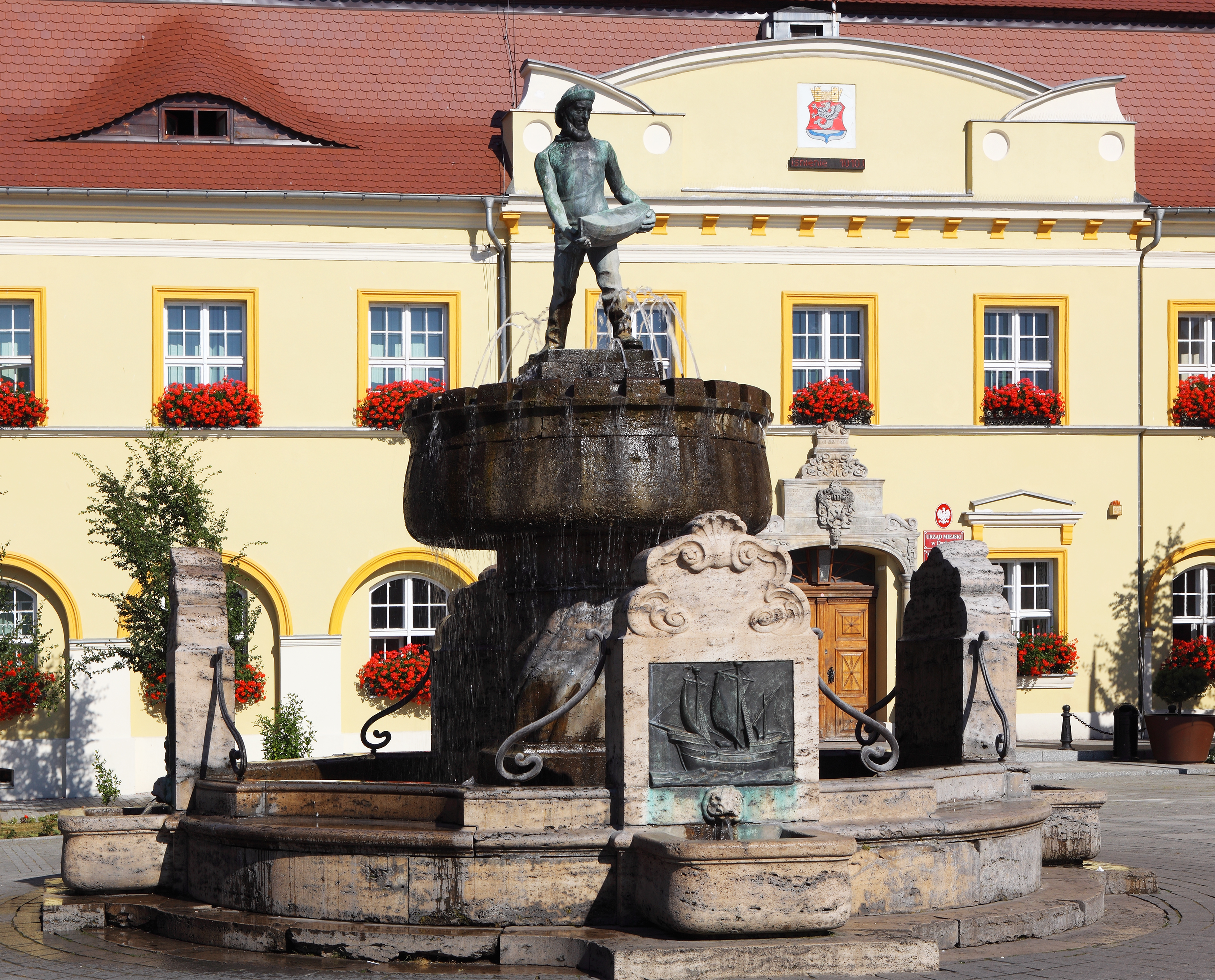
Hansabrunnen auf dem Marktplatz
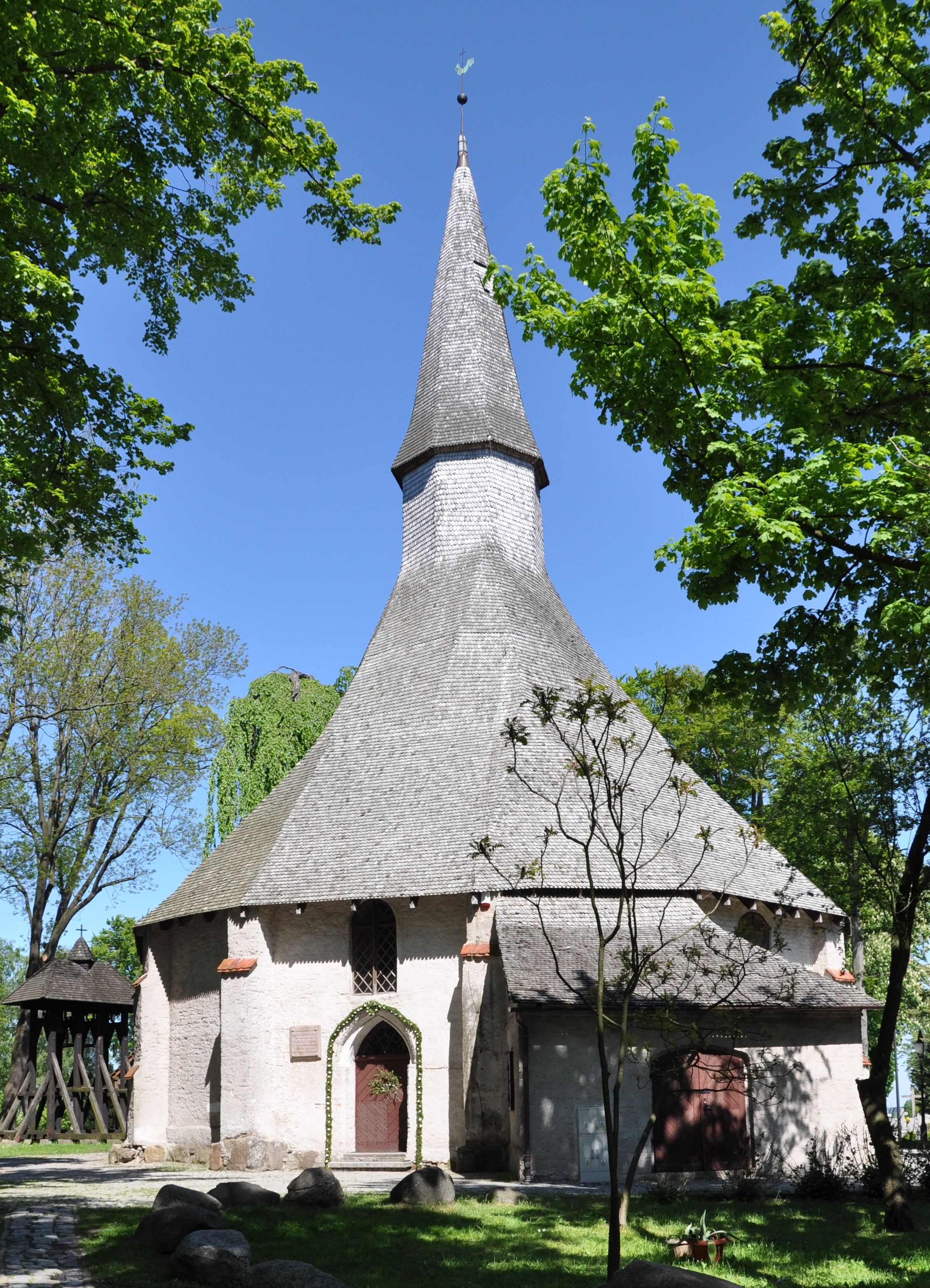
St. Gertrud
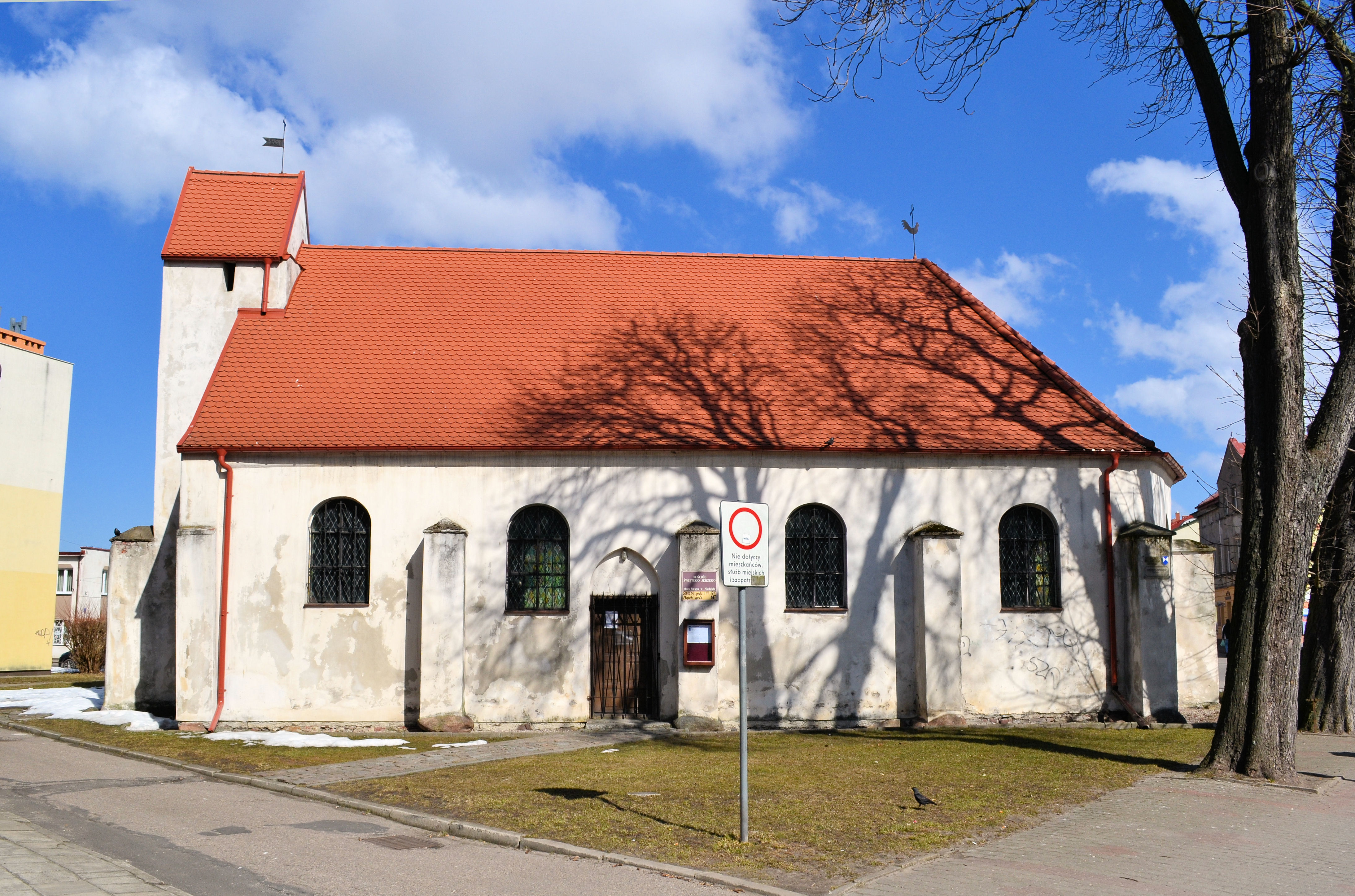
Georgskirche
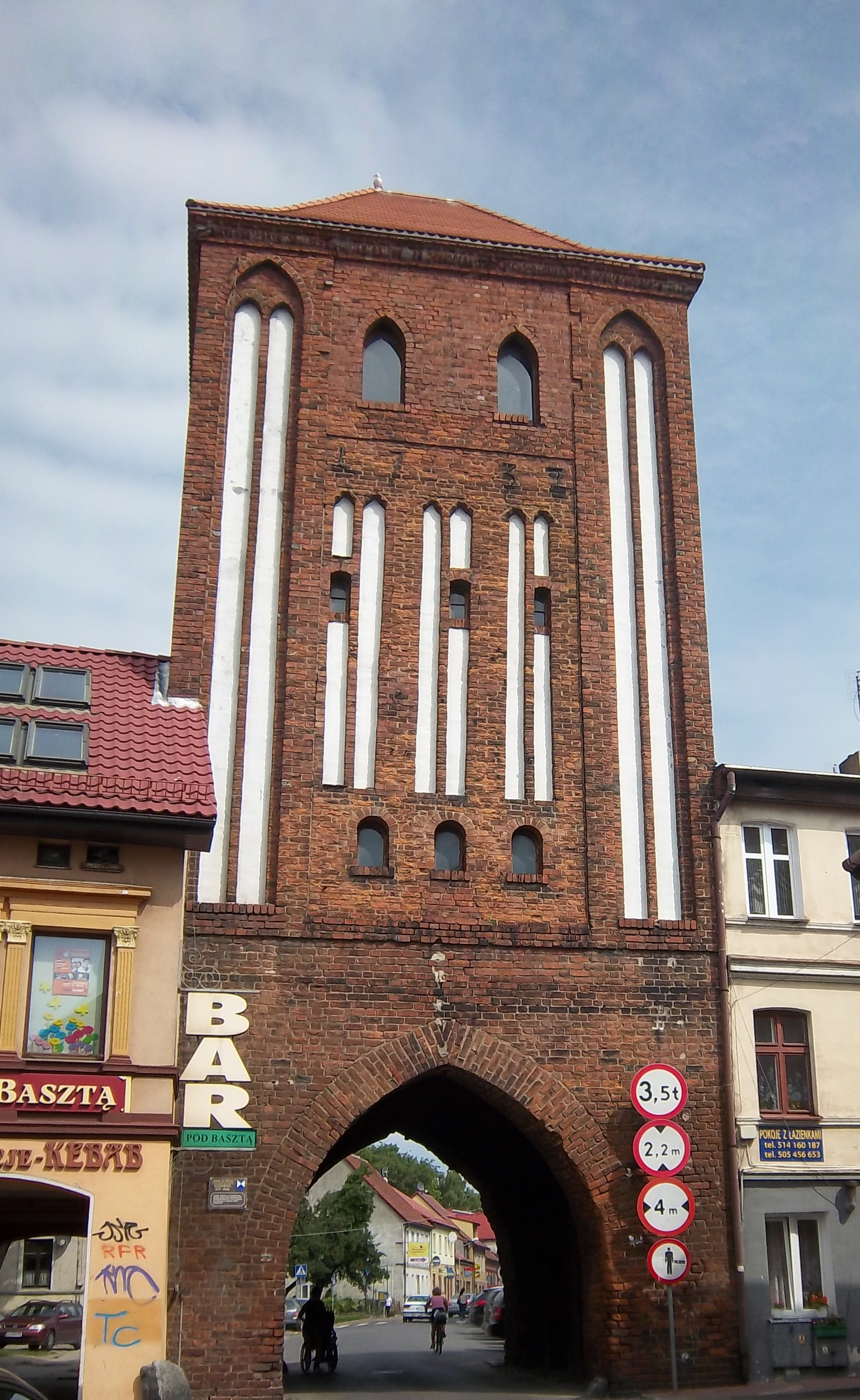
Hohes Tor bzw. Steintor – Stadtseite
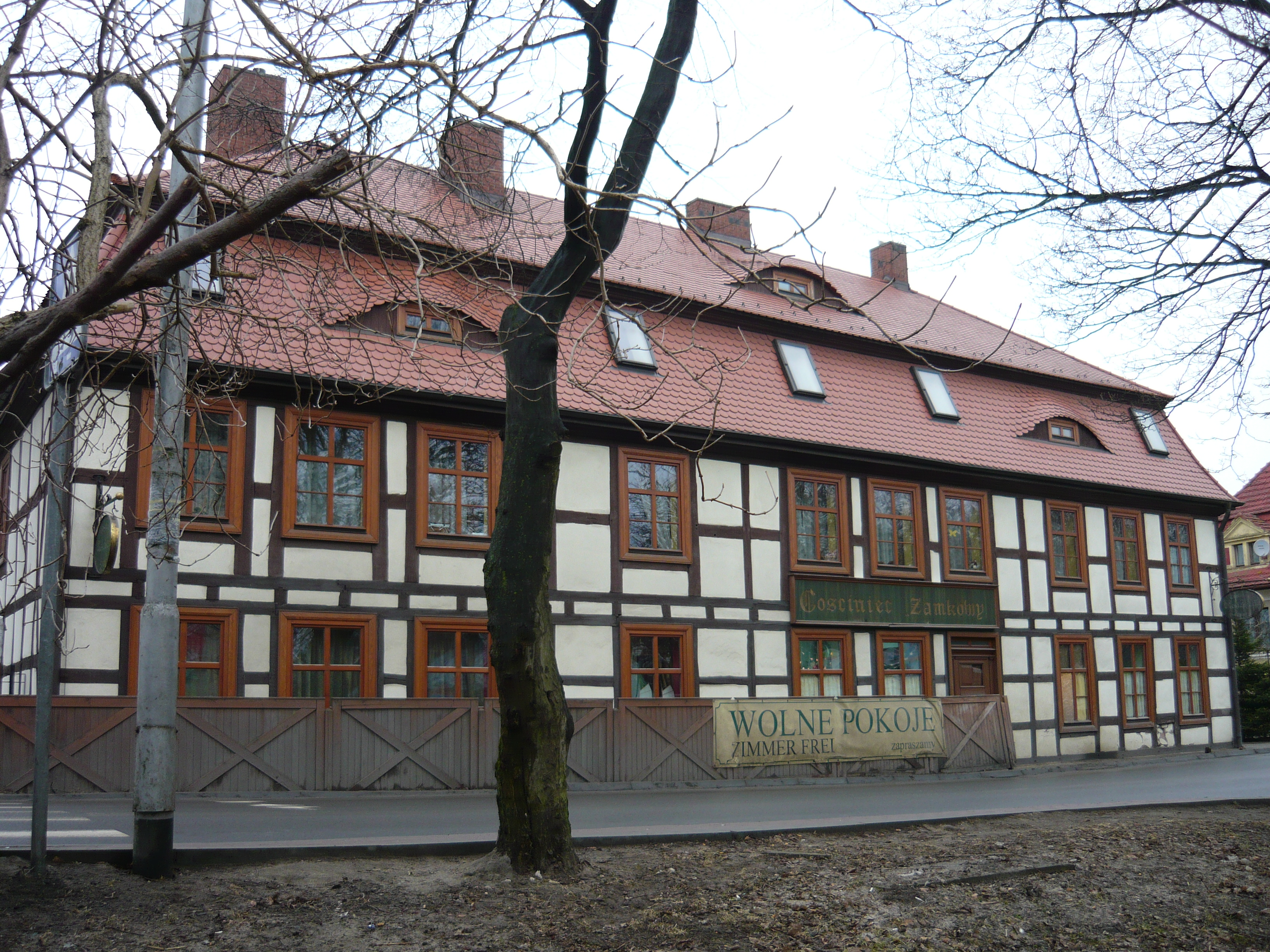
Fachwerkhaus in der Ul. Curie-Skłodowskiej 23
Ul. Powstańców Warszawskich (Straße des Warschauer Aufstands), die vom Hohen Tor (im Hintergrund) am Marktplatz vorbei zur Wipperbrücke und zur Georgskapelle führt

## Persönlichkeiten

### Söhne und Töchter der Stadt
- Erich I. (1382–1459), Herzog von Pommern-Stolp, König von Dänemark, Norwegen und Schweden
- Bogislaw X. (1454–1523), Herzog von Pommern
- Johannes Adam (vor 1591–nach 1628), reformierter Pfarrer von Heppenheim
- Johann Hackvord (1624–1690), Pastor und Probst in Gülzow
- Christian Hildebrand (1638–1712), Philosoph, Professor und Rektor an der Universität Rostock
- Johann Caspar Westphal (1649–1722), deutscher Mediziner, Stadtphysicus in Delitzsch und Bitterfeld
- Barthold Holtzfus (1659–1717), Theologe, Philosoph und Hochschullehrer
- Christian Schiffert (1689–1765), Schulmann in Stolp und Königsberg
- Michael Christian Göring (1694–1763), Verwaltungsbeamter und Förderer der märkischen Industrie
- Adrian Gottlob Schultz (1730–nach 1769), Chemiker und Apotheker in Amsterdam
- Modeste von Unruh (Dorothea Modeste Christiane d’Unruh) (1771–1854), Tochter des preußischen Generals und Trägers des Roten Adlerordens Karl Philipp Unruh (* 1731 in Crossen/Oder; † 1805 in Bayreuth), heiratete 1803 den Grafen Wilhelm Ernest zu Lippe-Biesterfeld, ist Großmutter des Grafen Ernst zur Lippe-Biesterfeld und eine Vorfahrin der niederländischen Königsfamilie, löste wegen ihrer Herkunft vom niedrigeren Adel einen Thronfolgestreit im Fürstentum Lippe aus.
- Christian Friedrich Bahn (1773–1834), deutscher Unternehmer und Gutsbesitzer
- Johann Wilhelm Ferdinand von Reuter (1782–1860), preußischer Generalmajor und Kommandant der Festung Saarlouis
- Karl August Gottlieb Dreist (1784–1836), deutscher Pädagoge
- Karl von Unruh (1786–1852), preußischer Generalleutnant und Militärgouverneur des Prinzen Friedrich Wilhelm
- Karl August Koberstein (1797–1870), deutscher Literaturhistoriker (Geburtshaus: Markt 56)
- Berthold Volz (1839–1899), deutscher Geograph und Geschichtsforscher
- Hermann Stechmann (1840–1900), deutscher Zoologe, Direktor des Zoologischen Gartens Breslau
- Clara Quandt (1841–1919), deutsche Schriftstellerin
- Karl Müller (1873–1953), deutscher Politiker (SPD), Mitglied des Preußischen Landtags
- Otto Bottin (1884–1959), deutscher Politiker (KPD), Mitglied der Hamburgischen Bürgerschaft
- Karl Vollbrecht (1886–1973), deutscher Filmarchitekt
- Johannes Vehlow (1890–1958), deutscher Astrologe
- Friedrich Holtz (1897–1994), deutscher Architekt und Leiter des Staatlichen Hochschulbaumtes Darmstadt
- Werner Selke (1901–1971), deutscher Agrikulturchemiker
- Richard Zenke (1901–1980), deutscher Maler und Kunsterzieher
- Lothar Messerschmidt (1923–2003), deutscher Jurist, ehemaliger Richter am Bundesverwaltungsgericht
- Klaus Gohrbandt (* 1934), deutscher Mikropaläontologe
- Andrzej Lewandowski (* 1954), polnischer Politiker
- Cezary Łazarewicz (* 1966), polnischer Journalist und Publizist
- Nikola Sibiak (* 2000), polnische Bahnradsportlerin

### Persönlichkeiten, die am Ort gewirkt haben
- Bogislaw V. (1318–1374), kaufte 1352 die spätere Schlossinsel und begann mit dem Bau des Herzogsschlosses.
- Georg Kleist (um 1435–1508), war seit etwa dem letzten Viertel des 15. Jahrhunderts Vogt der Stadt und Kanzler des Herzogs Bogislaw X.
- Peter Artopoeus (1491–1563), eigentlich Peter Becker, Theologe und Reformator, wirkte an der Rügenwalder Lateinschule als Lehrer.
- Paul Fischer († um 1655), Orgelbauer
- Daniel Symonis (1637–1685), deutscher Schriftsteller, Übersetzer und evangelisch-lutherischer Geistlicher, wurde 1665 Rektor in Rügenwalde und wirkte hier ab 1671 als Pastor und Praepositus.
- Kaspar Otto von Massow (1665–1736), Politiker, wurde 1701 Amtshauptmann von Rügenwalde.
- Emil Palleske (1823–1880), Schriftsteller und Vortragskünstler, verlebte im Haus Lange Str. 26 seine Jugend.
- Karl Rosenow (1873–1958), von 1895 bis 1933 Lehrer/Konrektor an der Stadtschule (Volksschule), Heimatforscher und Publizist, Gründer und Leiter des im Herzogsschloss untergebrachten Kreisheimatmuseums, lebte bis 1947 in Rügenwalde.

## Landgemeinde Darłowo
Die Landgemeinde (gmina wiejska) Darłowo, der die Stadt selbst nicht angehört, umfasst ein Gebiet von 269 km² mit 7965 Einwohnern (Stand 31. Dezember 2020).